# Der stode tre Skalke og tænkte et Raad
Dansk skæmtevise, der beskriver, hvordan det lykkes tre skalke (gavtyve; egl. tjenere) at udføre en plan for at bedrive seksuelt samkvem med møllerens datter, samt de afledte kortsigtede følger heraf. Også kendt under navnet Katten i sækken.
Én gemmer sig i en sæk, der afleveres hos mølleren under foregivende af, at den indeholder korn, der skal males til mel (formodentlig næste dag) idet der insisteres på, at den skal beskyttes mod skadedyr og derfor, for en sikkerheds skyld, opbevares i møllerens datters soveværelse (natten over).
Handlingens grundform er, med varierende slutning, kendt fra folkeviser fra andre europæiske lande, fx den tyske: "Es wohnt ein Müller an jenem Teich" ("der bor en møller ved hin (mølle-) dam").
Omkvædet i den danske version i Højskolesangbogen er krydret med til lejligheden opfundne sære og mystiske ord, dels for at rime, dels som virkemiddel til at trække spændingen ud. Et af disse ord har givet navn til folkedans-, -sang- og -musikforeningen Tingluti.

## Eksterne referencer
1. ↑  Es wohnt ein Müller an jenem Teich ⋆ Volksliederarchiv (11.000 Lieder)
2. ↑  Volkslieder der Wenden in der Ober- und Nieder-Lausitz, Joachim Leopold Haupt, J. M. Gebhardt, 1841, s341-342 (polsk-tysk sammenligning) https://books.google.dk/books?hl=da&id=zv5AAAAAcAAJ&q=341
3. ↑  Der stode tre skalke

## Tekst på Wikisource
Wikisource: Der stode tre skalke og tænkte et råd